# Давід Усупашвілі
Давід Усупашвілі (груз. დავით უსუფაშვილი; нар. 5 березня 1968) — грузинський політик, голова парламенту Грузії (2012–2016). Керівник Республіканської партії Грузії з 2005 року.

## Життєпис
Народився у місті Магаро. У 1992 році закінчив Тбіліський університет за спеціальністю «правознавство». З 1993 по 1995 рік брав участь у розробці Конституції Грузії. З 1994 по 1997 роки — голова Асоціації молодих юристів Грузії. Ставши опозиціонером, вступив у Республіканську партію.
У 2008 і 2012 році обирався депутатом Парламенту Грузії.
Дружина Тінатін Хідашелі, співробітниця й активістка Республіканської партії, міністр оборони Грузії.